# 伯靈頓 (阿拉巴馬州)
伯靈頓（英語：Burlington）是一個位於美國阿拉巴馬州埃爾莫爾縣的非建制地區。該地的面積和人口皆未知。

## 地理
伯靈頓的座標為32°34′49″N 85°56′20″W / 32.58027°N 85.93888°W，而該地最高點為海拔高度169米（即554英尺）。